# Hilarion
Il Maestro Hilarion, negli insegnamenti della Teosofia, è uno dei Maestri di Saggezza (o di Sapienza, dall'inglese Master of Wisdom), anche chiamati collettivamente Grande Fratellanza Bianca. È considerato un Maestro di Quinto Raggio.

## Descrizioni
Il Maestro Hilarion è ritenuto si sia incarnato come l'Apostolo Paolo di Tarso e il filosofo neoplatonico Giamblico. Qualche teosofo ha sostenuto che egli fosse il santo cristiano Ilarione di Gaza, ma ciò appare improbabile, poiché le vite di Giamblico (245–325) e di Ilarione di Gaza (291–371) si sovrapporrebbero.
Nell'ottobre del 1884 Helena Blavatsky fece riferimento a Hilarion (scrivendo il suo nome Hillarion), asserendo come questi fosse recentemente asceso: 
Il 20 febbraio 1881 il Maestro Kut Humi, in una delle sue lettere a Sinnett, si riferì a lui scrivendo:
«...uno dei nostri essendo passato per Bombay lungo il percorso da Cipro al Tibet...».
Al suo viaggio per la sua "iniziazione finale" si riferisce un'annotazione del diario di Henry Olcott, datata 19 febbraio 1881, scritta a Bombay:
(Letters from the Masters of Wisdom, 2nd Series, pag. 93)
C.W. Leadbeater scrisse che la principale occupazione del Maestro Hilarion consiste nel dare impulsi agli scienziati di tutto il mondo; negli insegnamenti di Alice Bailey questo suo impulso corrisponde al quinto raggio, da lei detto il raggio arancione, o anche della conoscenza concreta.